# Hemiliterna
Hemiliterna is een geslacht van halfvleugeligen uit de familie schuimcicaden (Cercopidae). De wetenschappelijke naam van dit geslacht is voor het eerst geldig gepubliceerd in 1949 door Lallemand.

## Soorten
Het geslacht Hemiliterna omvat de volgende soorten:
- Hemiliterna amoena Lallemand, 1949
- Hemiliterna nigrovittata (Lallemand, 1933)
- Hemiliterna solomensis Lallemand & Synave, 1955